# Зимница (област Стара Загора)
Вижте пояснителната страница за други значения на Зимница.
Зимница е село в Южна България. То се намира в община Мъглиж, област Стара Загора.

## География
Селото се намира в Източната част на Розовата Долина. Край него минава една от големите реки на България – Тунджа. Климатът е умерен европейски. Предвид на това, че селото е срещу Балканския Тревненски проход, зимата е доста ветровита и студена. Наличието на води от река Тунджа и високото ниво на подпочвенните води (близост на Балкана), дават благоприятна основа за развитието на земеделие, което е основен поминък на местното население. Основните култури, които са се произвеждали във втората половина на 20 век, са били краставици, пипер, картофи и зеле. По това време започва и отглеждането на тютюн. Важна част от селскостопанската продукция заемат маслодайните култури – рози, лавандула, мента. Край селото се намира фабрика за преработка на тези маслодайни култури, собственост на фирма „Биоланд-България“ (Розоварна).
Тютюнът се преработва в промишлени количества в тютюневи сушилни край селото.
Пресните земеделски продукти – краставици, домати, картофи и зеле се продават и изкупват на традиционните пазари в Стара Загора, Казанлък, Габрово, Трявна Плодовитово.

## История
Не е известна точната дата на възникване на селото. То е било във всички случаи турско село по времето на Османската империя.
Старото име на селото е КАШЛАТА (Кашла – място, където овчарите през зимата са слизали от околните планини – преди всичко от Балкана, за да прекарат зимата). След изтеглянето на турските жители през Руско-Турската война 1876 – 1878 година до селото се преселват много и различни фамилии. Корените на основното българско по народност население са балканските и средногорски махали, където българите са пребивавали по време на Османската империя, като повечето фамилии носят имената на съответните махали, от които са се преселили българите (Драндарите, Мазниците, Балканджиите).

## Религии
Основната религия в селото е православната религия. През 2011 г. беше открита новопостроена църква.
Голяма група ромски граждани практикува и изповядва евангелистка религия. Те имат всекидневни религиозни служби в помещението на бившата Фурна (пекарна за хляб).

## Културни и природни забележителности
Изключителна важна природна забележителност е пещерата (Меча дупка), за която се смята, че е била много дълбока, но е частично затрупана. Намира се на юг от селото в посока към Изгорялата могила.
В селото се провежда всяка година събор на деня на св. Богородица.
Съборът е културно мероприятие, на което и двете етнически групи – българи и цигани, честват свой празник. Празникът е съпроводен от селски събор и подготвяне на обредни ястия /курбан/. Това е ястие от сварено овче месо.

## Личности
- Бивш владика на Старозагорската околия митрополит Панкратий – Пенчо Николов (починал).
- Д-р Цанко Колев, известен лекар специалист вътрешни болести.
- Гено Мочуков – актьор във Великотърновския театър.

## Други
Детски ромски танцов състав при училището.
Благодарение на жител на Зимница Корейска фондация подпомага възраждането на производството на селско-стопански култури – картофи, соя, пипер. Пиперът е предаван за преработка и изнасян до страните от Европа като висококачествена лютеница.